# 松本町 (碧南市)
松本町（まつもとまち）は、愛知県碧南市にある地名。丁番を持たない単独町名である。

## 地理
碧南市の中央部に位置し、東に源氏神明町、西に野田町、南に沢渡町、北に向陽町、北西に栄町と接している。

## 世帯数と人口
2019年（令和元年）7月31日現在の世帯数と人口は以下の通りである。
| 町丁   | 世帯数  | 人口  |
| ------ | ------- | ----- |
| 松本町 | 137世帯 | 338人 |

### 人口の変遷
国勢調査による人口の推移
| 1995年（平成7年）  | 448人 | [ 5 ] |  |
| 2000年（平成12年） | 401人 | [ 6 ] |  |
| 2005年（平成17年） | 399人 | [ 7 ] |  |
| 2010年（平成22年） | 414人 | [ 8 ] |  |
| 2015年（平成27年） | 419人 | [ 9 ] |  |

## 学区
市立小・中学校に通う場合、学区は以下の通りとなる。
| 番・番地等 | 小学校             | 中学校           |
| ---------- | ------------------ | ---------------- |
| 全域       | 碧南市立棚尾小学校 | 碧南市立南中学校 |

## 交通
- 愛知県道303号平坂福清水線

## 施設
- 碧南市役所
- 碧南警察署
- 十六銀行 碧南支店

## その他

### 日本郵便
- 郵便番号 : 447-0878[3]（集配局：碧南郵便局[11]）。